# ピンキーパンチ大逆転
『ピンキーパンチ大逆転』（ピンキーパンチだいぎゃくてん）は、一部TBS系列で放送された松本伊代と柏原よしえ（現・柏原芳恵）主演のバラエティ色の強いSFアクションドラマである。TBSでは1982年4月1日から9月30日まで、毎週木曜19:00 - 19:30 (JST) に放送。

## 概要
1年半にわたって放送された『たのきん全力投球!』が、日曜正午枠へ移動したのに伴って開始されたバラエティドラマ。本枠でバラエティドラマが放送されるのは、1980年4月 - 9月放送の『スターダッシュNo.1!』（『たのきん全力投球!』の前番組）以来2年ぶりとなった。
松本伊代と柏原よしえ扮する2人の美少女宇宙人がスーパーヒロインに変身し、様々な悪と戦うといったドラマだった。また、それまでのバラエティドラマのように場面が限定されておらず、後述のように学園やその近辺で戦っていたほか、宇宙などの様々な場面で戦うといった趣向もあった。

## ストーリー
地球から1982万光年離れた、女性だけが住むピンク色の惑星・ロリータ星。そこに住む2人の少女・伊代とよしえは、ある日女王からの命令で地球の平和を守るべく、「ピンキーワープ」で地球にやって来た。そして2人は、地球の視察を始めた。
次々と起こる怪事件。それに対し2人は、「ピンキー、パンチ!!」の掛け声で宇宙戦士に変身、様々な能力や格闘技を駆使して、悪人たちを懲らしめる。
伊代とよしえの設定や職業は毎回変動している。

## 出演者
※主演の伊代・よしえ以外のレギュラーは毎回役が変動している。
- 松本伊代
- 柏原よしえ（現・柏原芳恵）
- ジャニーズ少年隊（現・少年隊）
- 山田邦子
- 志賀勝
- 江藤博利
- 鈴木ヒロミツ

## 各放送回リスト
| 放送日       | 回数 | サブタイトル                                       | ゲスト                                      | 曲目 | キャスティング |
| ------------ | ---- | -------------------------------------------------- | ------------------------------------------- | --- | --- |
| 1982年4月1日 | 1    | 前夜祭だよ! たのきんも全力で投球                   |                                             | | |
| 4月8日       | 2    | ピンキー指令001 花嫁を探せ!                        | 松田聖子 近藤真彦                           | | |
| 4月15日      | 3    | ピンキー指令002 恐怖の爆破3秒前                    | 郷ひろみ 竹本孝之 石川秀美                  | 「ラブ・ミー・テンダー」(松本伊代) 「とっておきの君」(竹本孝之) 「純情」(郷ひろみ)                                                          | |
| 4月22日      | 4    | ピンキー指令003 江戸の悪を暴け!                    | 西城秀樹 早見優                             | | |
| 4月29日      | 5    | ピンキー指令004 ロリータ星危機一髪!!               | 河合奈保子 石川秀美 小泉今日子              | 「私の16才」(小泉今日子) 「愛をください」(河合奈保子) 「ラブ・ミー・テンダー」 (松本伊代)                                                   | 伊代、よしえ:アイドル 山田:ロリータ星軍攻撃隊長 河合:ロリータ星の女王 石川、小泉:女王の親衛隊 江藤:オジン星人軍攻撃隊長 鈴木:オジン星人軍攻撃副隊長 志賀:オジン大王 少年隊:オジン星人軍兵士 |
| 5月6日       | 6    | ピンキー指令005 守れ、剣道部!!                     | 河合奈保子 石川秀美                         | 「渚のシンデレラ」(柏原よしえ) 「愛をください」(河合奈保子) 「つっぱりハイティーン・ガール」(山田邦子) 「妖精時代」(石川秀美)               | 伊代、よしえ:ピンキー学園の剣道部部員 鈴木:剣道部顧問の先生 江藤:剣道部主将 志賀:空手部キャプテン 山田:空手部部員 錦織:剣道部部員 植草:空手部部員 東山:黒鬼学園剣道部主将 河合:鈴木先生の妹 石川:女子生徒 |
| 5月13日      | 7    | ピンキー指令006 危機!!ポルシャ王国                 | 堀ちえみ シブがき隊                         | 「潮風の少女」(堀ちえみ) 「NAI・NAI 16」(シブがき隊) 「TVの国からキラキラ」(松本伊代)                                                       | 伊代、よしえ:ポルシャ王国に雇われた芸人 鈴木:盗賊団「ブラックピッグ」の頭 江藤:ポルシャ王国の城臣 志賀:ポルシャ王国国王 山田:ポルシャ王国王妃 少年隊:「ブラックピッグ」の団員 堀:「ブラックピッグ」の女 シブがき隊:ポルシャ王国の兵士 |
| 5月20日      | 8    | ピンキー指令007 毒ガス帝国ぶりっこ村               | 榊原郁恵 新井薫子                           | 「虹いろの瞳」(新井薫子) 「渚のシンデレラ」(柏原よしえ) 「ひき潮」(榊原郁恵)                                                                | 伊代、よしえ:ぶりっこ村に旅行に来た女子大生 鈴木:村人 江藤:鈴木の息子 志賀:村長 山田:老婆 榊原:ぶりっこ村の異変に気付いた村人 東山、植草:村人 錦織:駐在 新井:村人 松宮:村人に扮したリポーター |
| 5月27日      | 9    | ピンキー指令008 ピンキータウンの対決!!             | 沢田研二 真鍋ちえみ                         | 「ねらわれた少女」(真鍋ちえみ) 「TVの国からキラキラ」(松本伊代) 「おまえにチェックイン」(沢田研二)                                          | 伊代、よしえ:ピンキータウンの女保安官 江藤:ピンキータウンにやってきた新米保安官 鈴木:酋長 志賀:ボス 山田:バーのママ 錦織、東山:志賀の手下 植草:鈴木の手下 真鍋:マダム 沢田:風来坊ジュリー |
| 6月3日       | 10   | ピンキー指令009 ジャンボ機大パニック!!             | おぼん・こぼん 中森明菜 石川秀美            | 「スローモーション」(中森明菜) 「渚のシンデレラ」(柏原よしえ) 「渚のミステリー・ギャル」(おぼん・こぼん)                                    | 伊代、よしえ:ピンキー航空のスチュワーデス 江藤、山田:乗客の新婚夫婦 鈴木:機長 志賀:ボス 東山:志賀の手下 錦織:副機長 植草、中森:乗客 石川:乗客の高校生 おぼん・こぼん:管制官 |
| 6月10日      | 11   | ピンキー指令010 狙われたアイドル!                  | 三好鉄生                                    | 「アイ・ラブ・ユーこの街」(三好鉄生) 「TVの国からキラキラ」(松本伊代) 「ブルドッグ」(ジャニーズ少年隊)                                      | 伊代、よしえ:「週刊ピンキー」記者 錦織:アイドル・ジャニー錦織 山田:ジャニー錦織の母 江藤:マネージャー 志賀:志賀プロダクション社長 鈴木、植草、東山:刑事 三好:志賀の取引相手 |
| 6月17日      | 12   | ピンキー指令011 伊代は二度死ぬ!                    | 水野きみこ 石川秀美 ボーイズ・クラブ        | 「港町ボーイ」(ボーイズ・クラブ) 「渚のシンデレラ」(柏原よしえ) 「私のモナミ」(水野きみこ)                                                  | 伊代:JCIA(日本秘密諜報部)諜報員(コードネーム:002) よしえ:JCIA諜報員(コードネーム:001) 山田:JCIA諜報員(コードネーム:008) 江藤:JCIA部長(コードネーム:000) 水野:JCIA諜報員(コードネーム:003) 錦織:刑事 志賀:ボス(ヘドロ大王) 鈴木:オッペケ国王 植草、東山:志賀の配下(ヘドロ星人) 石川:看護婦 ボーイズ・クラブ:警官 松宮:ニュースキャスター                   |
| 6月24日      | 13   | ピンキー指令012 モグラ帝国をブッつぶせ             | 渋谷哲平 三井比佐子 石川秀美                | 「月曜日はシックシック」(三井比佐子) 「TVの国からキラキラ」(松本伊代) 「わが青春のアルカディア」(渋谷哲平)                                  | 伊代、よしえ:ピンキー幼稚園の先生 鈴木:園長先生 山田:江藤の母 江藤:園児(社長の息子) 渋谷、植草、東山、三井、石川:園児 錦織:鳩時計の鳩 志賀:モグラ(モグラ帝国の親分) |
| 7月1日       | 14   | ピンキー指令013 タランチュラ病絶体絶命!!           | 湯原昌幸 小泉今日子 石川秀美                | 「素敵なラブリーボーイ」(小泉今日子) 「あの場所から」(柏原よしえ) 「妖精時代」(石川秀美)                                                    | 伊代、よしえ:特捜課刑事 江藤:特捜課刑事 湯原:特捜課ボス 鈴木:小泉のマネージャー 小泉:天才歌手 志賀:一味のボス 山田、石川:看護婦 少年隊:一味の配下 ――――――――――――― 宇南山宏:大病院院長 加賀谷純一:医師 |
| 7月8日       | 15   | ピンキー指令014 よしえ逆転! 記憶喪失!!             | 藤島くみ シャネルズ 河合奈保子              | 「夏のヒロイン」(河合奈保子) 「TVの国からキラキラ」(松本伊代) 「サマー・ホリデー」(シャネルズ)                                              | 伊代、よしえ：アルバイトの面接試験を目指す女性2人 鈴木：ニューヨークポスト新聞社の編集長(実はスーパーマン) 山田：ニューヨークポスト新聞社の編集員(実はブリッコマン) 志賀：強盗団マシンガン・シガー 藤島：強盗団マシンガン・シガーの女 メアリー 江藤、シャネルズ：強盗団マシンガン・シガーの子分 少年隊：FBI本部の警察官 河合：FBI本部の女性員（お茶出し） |
| 7月15日      | 16   | ピンキー指令015 危うし! 快傑ゾロ                   | 小泉今日子                                  | 「素敵なラブリーボーイ」(小泉今日子) 「あの場所から」(柏原よしえ) 「WE GOT THE BEAT」(ジャニーズ少年隊)                                     | 伊代、よしえ:お城の王様の娘 錦織:怪傑ゾロ 鈴木:神父 山田:新郎の母 江藤:新婦の父 植草:新郎 小泉:新婦 東山:バーテンダーの店主 志賀:ドンゲバチョ（スペイン悪の軍人→怪傑ゾロの父） |
| 7月22日      | 17   | ピンキー指令016 恐るべし!ゾウアザラシ軍団! Part I  | 榊原郁恵                                    | 「愛と風のララバイ」(榊原郁恵) 「あの場所から」(柏原よしえ) 「オトナじゃないの」(松本伊代)                                                  | 伊代、よしえ:アンノン女子大生 鈴木:ダンディ鈴木(国際秘密警察官) 江藤:世界的科学者 錦織:スカンジナビア号の船長 東山、榊原:新婚夫婦 植草:船員 松宮:講釈師(Part IIのみ) スターボー:ゾウアザラシ軍団特別親衛隊(Part IIのみ) 志賀、山田:水族館で働く貧しい兄妹(実はゾウアザラシ軍団のボス)                                                                     |
| 7月29日      | 18   | ピンキー指令016 恐るべし!ゾウアザラシ軍団! Part II | 榊原郁恵 スターボー                         | 「IN THE NAVY」(ジャニーズ少年隊) 「ハートブレイク太陽族」(スターボー) 「あの場所から」(柏原よしえ)                                         | 伊代、よしえ:アンノン女子大生 鈴木:ダンディ鈴木(国際秘密警察官) 江藤:世界的科学者 錦織:スカンジナビア号の船長 東山、榊原:新婚夫婦 植草:船員 松宮:講釈師(Part IIのみ) スターボー:ゾウアザラシ軍団特別親衛隊(Part IIのみ) 志賀、山田:水族館で働く貧しい兄妹(実はゾウアザラシ軍団のボス)                                                                     |
| 8月5日       | 19   | ピンキー指令017 よしえと伊代の鬼退治!              |                                             | | |
| 8月12日      | 20   | ピンキー指令018 コンチキ寺にお化けを見た!!         | 本田恭章 中島めぐみ                         | 「あなたにBetterぼれ」(中島めぐみ) 「ジュテーム・スキャンダル」(本田恭章) 「あの場所から」(柏原よしえ)                                      | 伊代、よしえ:女子高生の二人 鈴木:高校の教師 山田:旅館の女将 江藤:探偵 少年隊:男子高生の三人 本田、中島:旅館の宿泊客（新婚夫婦） 志賀：コンチキ寺の和尚 |
| 8月19日      | 21   | ピンキー指令019 にせピンキーVSタケちゃんマン       | シブがき隊 石川秀美 小泉今日子 キャンキャン | 「素敵なラブリーボーイ」(小泉今日子) 「オトナじゃないの」(松本伊代) 「あなたのサマーギャル」(キャンキャン) 「100%…SOかもね!」(シブがき隊)   | 伊代、よしえ:「ピンキーニュース」のキャスター 鈴木:銀行支店長 江藤、山田:にせピンキーパンチ 錦織:ディレクター 志賀:「志賀金融」の社長 東山、植草:志賀の子分 石川、キャンキャン:銀行員 小泉:支店長の娘 シブがき隊:小泉の同級生 ――――――――――――― ビートたけし:タケちゃんマン                                                                                   |
| 8月26日      | 22   | ピンキー指令020 GO! GO! ニッキ孫悟空!              | 中森明菜 百瀬まなみ                         | 「少女時代」(百瀬まなみ) 「少女A」(中森明菜) 「あの場所から」(柏原よしえ)                                                                   | 伊代、よしえ:中国版アンノン娘 錦織:孫悟空 山田:三蔵法師 鈴木:猪八戒 江藤:沙悟浄 志賀:人食い岩辺りにいたおじさん(実はガガガンガン大王) 東山:大富豪旅館の主 植草:村民 百瀬:大富豪旅館の主の妻 中森:大富豪旅館の娘 |
| 9月2日       | 23   | ピンキー指令021 ミクロの決死隊!                    | ボーイズクラブ 石川秀美                     | | |
| 9月9日       | 24   | ピンキー指令022 あしたのニッキー!!                 | 高田みづえ 堀ちえみ 小泉今日子              | 「素敵なラブリーボーイ」(小泉今日子) 「待ちぼうけ」(堀ちえみ) 「ガラスの花」(高田みづえ) 「あの場所から」(柏原よしえ)                       | 伊代、よしえ:観客 錦織:ニッキー錦織(鈴木ジムのボクサー) 東山:スマート東山(植草ジムのボクサー、ニッキーの親友) 江藤:ピストン江藤(志賀ジムのボクサー) 志賀:志賀ジム会長 鈴木:錦織のトレーナー 山田:江藤のトレーナー 植草:東山のトレーナー 小泉:東山の妹 高田:江藤のカアチャン 堀:解説者 ――――――――――――― 吉川憲一:実況アナウンサー                             |
| 9月16日      | 25   | ピンキー指令023 危い! ピンキー城!!                 | 東京JAP 石川秀美 北原佐和子                 | 「土曜日のシンデレラ」(北原佐和子) 「オトナじゃないの」(松本伊代) 「ギブミーチョコレート」(東京JAP)                                         | 伊代、よしえ:腰元（忍者） 錦織:姫の婿養子候補 新之助 志賀:悪家老 志賀大善 山田:三日月の局 鈴木:殿様 江藤:もう一人の姫の婿養子候補 博之助 北原:姫 石川:腰元 植草、東山:白忍者 東京JAP:家来 |
| 9月23日      | 26   | ピンキー指令024 王国の危機!!狙われた秘宝           | 石川秀美                                    | 「花梨」(柏原よしえ) 「邦子のアンアン小唄」(山田邦子) 「踊り子」(ジャニーズ少年隊)                                                          | 伊代:王子様の家庭教師 よしえ:王子様の剣術役 鈴木:王様 山田:王妃様 江藤:王子様 志賀:王様の敵 錦織、植草:家来 石川:志賀の娘 |
| 9月30日      | 27   | ピンキー指令025 さようならピンキーパンチ           | 沢田研二 影山ヒロノブ 石川秀美              | 「ほとんどクレイジー」(影山ヒロノブ) 「道」(志賀勝) 「6番目のユ・ウ・ウ・ツ」(沢田研二) 「オトナじゃないの」(松本伊代) 「花梨」(柏原よしえ) | 伊代、よしえ:ピンキー学園の女子高生 鈴木:ピンキー学園の教師 影山:ピンキー学園の教師 沢田:ピンキー学園の教師 志賀:ピンキー学園の校長先生 江藤、錦織、東山、植草:ピンキー学園の男子高生 山田:ピンキー学園の女子高生 |

## スタッフ
- プロデューサー：斉藤正人、滝本裕雄
- 作家・構成：大岩賞介、詩村博史、清水東、居作中一
- 音楽：小野寺忠和
- 演奏：高橋達也と東京ユニオン、岡本章生とゲイスターズ、森寿男とブルーコーツ
- コーラス：タイムリー
- 振付：小井戸秀宅
- 擬闘：國井正廣、新みのる、若駒プロ
- ナレーション：松宮一彦
- 演出：塩川和則、水留章、三角英一、西依正博、豊原隆太郎
- 制作：青柳脩

## エピソード
- バラエティドラマであるにもかかわらず、ケイブンシャの『全怪獣怪人大百科』（1983年版）にも取り上げられた。
- 第21回で、ビートたけしが『オレたちひょうきん族』（フジテレビ）のタケちゃんマンの役でゲスト出演。さらに番組の最後で、当時『ひょうきん族』のディレクターだった三宅恵介も出演した。この時、松本と柏原は「今度は私たちがタケちゃんマンのところに行く」と予告したが、後日その通りに松本と柏原が『ひょうきん族』にて本作そのままの役柄で出演した。
- 主演の松本伊代は、「（本作の）衣装の下は胸パッドみたいなものとパンツ以外は何も着てない」と話していたことがある[1]。
- 放送当時、木曜19時台前半はTBS系列全局でローカルセールス枠であった[2]ことから、遅れネットで放送する系列局やこの番組を放送しなかった系列局が多数存在した。